# بورجوني سوزا
بورغون سوسا (بيدمونتيس: بورغون ، بالفرنسية: بورغون) هي بلدية في مدينة تورينو في المنطقة الإيطالية بيدمونت ، وتقع في فال دي سوسا على بعد حوالي 35 كيلومترًا (22 ميلًا) غرب تورين.

## روابط خارجية
- الموقع الرسمي